# Воскобойников Михайло Михайлович
Михайло Михайлович Воскобо́йников (нар. 16 (28) квітня 1873, Павловськ, Воронезька губернія — 15 грудня 1942, Кзил-Орда, Казахстан) — український зоолог і морфолог російського походження, професор, доктор біологічних наук.

## Життєпис
У 1896 році закінчив Московський університет, після чого певний час працював у Зоологічному музеї Московського університету. Протягом 1899—1903 викладав у Юр'євському університеті (зараз Тартуський університет, Естонія). З 1903 року до кінця життя працював у Київському університеті, від 1917 — професор, від 1930 — завідувач кафедри зоології хребетних біологічного факультету Київського університету. У 1919-1920 роках був заступником голови Комітету вивчення фауни УАН. Одночасно з роботою в університеті з 1930 року був завідувачем відділу порівняльної морфології Інституту зоології АН УРСР. Помер під час евакуації університету в Казахстан у 1942 році.
Учнями М. М. Воскобойникова були такі відомі вчені-зоологи, як академіки О. П. Маркевич, М. С. Гіляров та І. Г. Підоплічко, а також Г. Й. Шпет, П. П. Балабай, К. І. Татарко і К. Х. Тарануха.

## Наукові дослідження
Основні наукові інтереси дослідника були у галузі морфології та порівняльної анатомії риб, перш за все їх зябрового апарату.